# Тагарська культура
Тагарська культура — археологічна культура бронзової доби, що процвітала в VIII — I століттях до Р. Х. в Південному Сибіру (Хакасія,  
південна частина Красноярського краю, східна частина Кемеровської області). 
Культура була названа на честь острова на річці Єнісей навпроти Мінусинська. 
Культура була одним із найбільших центрів бронзоплавильного виробництва в стародавній Євразії.

## Історія

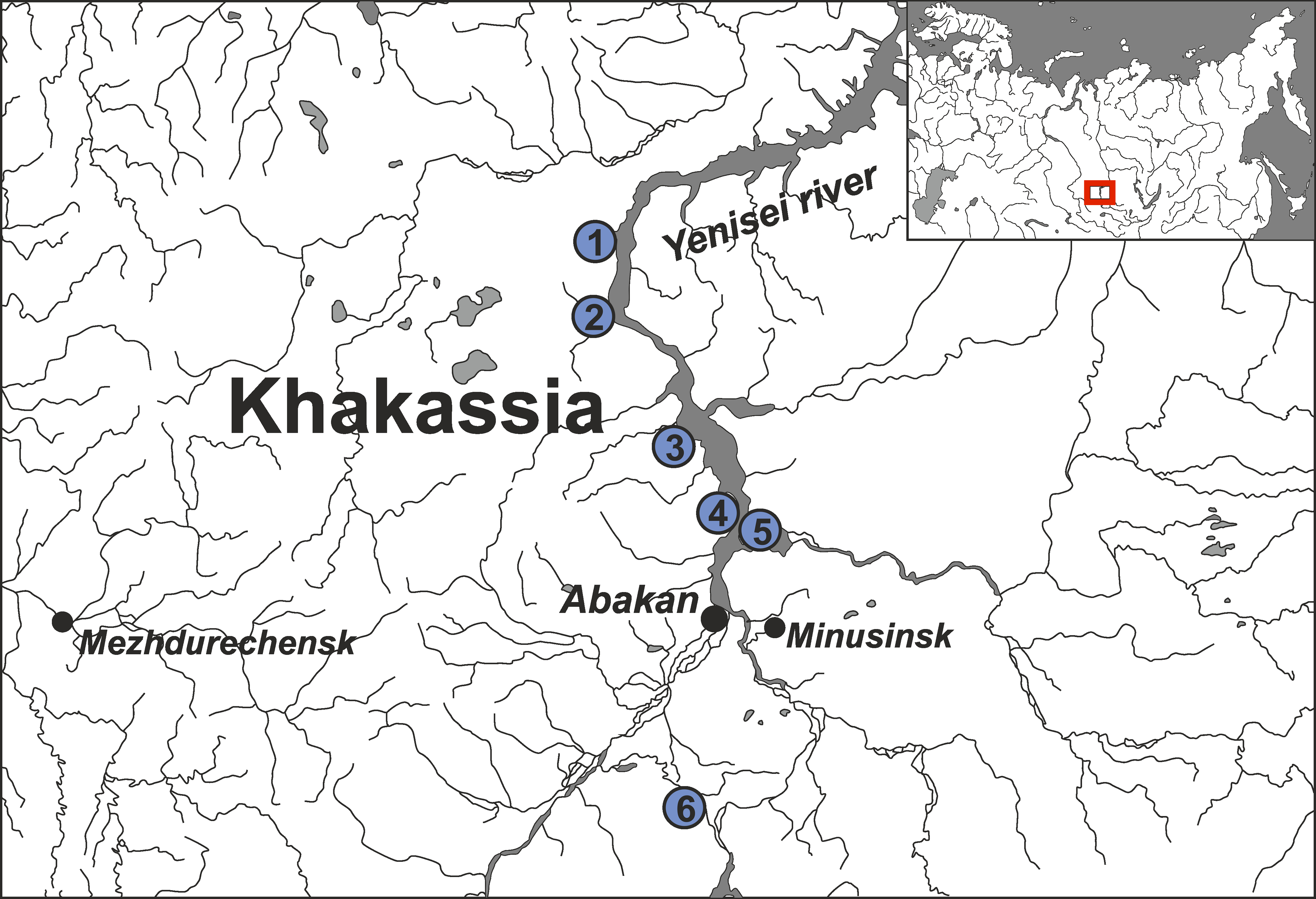
Мапа розташування тагарських археологічних пам'яток

Тагарській культурі передувала Карасуцька культура. 

Тагарську культуру зазвичай вважають змішаним населенням, що походить від народів афанасьєвської та андроновської культури, які самі походять від мігрантів із понтійсько-каспійського степу. 

Тагарці були частиною ширшого кола скіфських культур. 
Поряд з людьми пазирицької культури тагарці часто вважають ядром скіфських культур. 
 
Ці характеристики Західної Євразії підтверджені генетичним аналізом. 
. 
На зміну тагарській культурі прийшла таштицька культура. 

## Розповсюдження
Тагарські пам'ятники поширені в Мінусинській улоговині (Республіка Хакасія та південні райони Красноярського краю) і в північно-східній частині Кемеровської області, тобто в межах степової та лісостепової зони басейну Середнього Єнісею та його приток — Абакана, Туби, Сиди, Єрби та в басейні річки Чулим та її притоку Урюпа.
Найпівнічніші пам'ятники знаходяться на річці Чулим на південь від міста Ачинська. 
Західною межею ареалу тагарської культури є передгір'я Кузнецького Алатау та Абаканського хребта, південною — межі Джойського хребта та Західного Саяна. 
Найсхідніші пам'ятники відомі на правобережжі Єнісею біля сіл Верхній Суетук і Кочергіно на річці Тубі, біля сіл Уджей і Стара Копь на річці Амил і біля села Брагіно. 
Особливий район розповсюдження пам'яток тагарської культури — невелика ділянка лісостепу по Єнісею поблизу міста Красноярська.
У степах Південного Сибіру VI-IV століть до Р. Х. тагарці також будували значні пам'ятки — поховання своїм вождям. 
В урочищі Салбик знаходиться близько десятка велетенських курганів. 
Колись це були чотиригранні земляні піраміди, оточені кам'яною огорожею.

## Дослідження

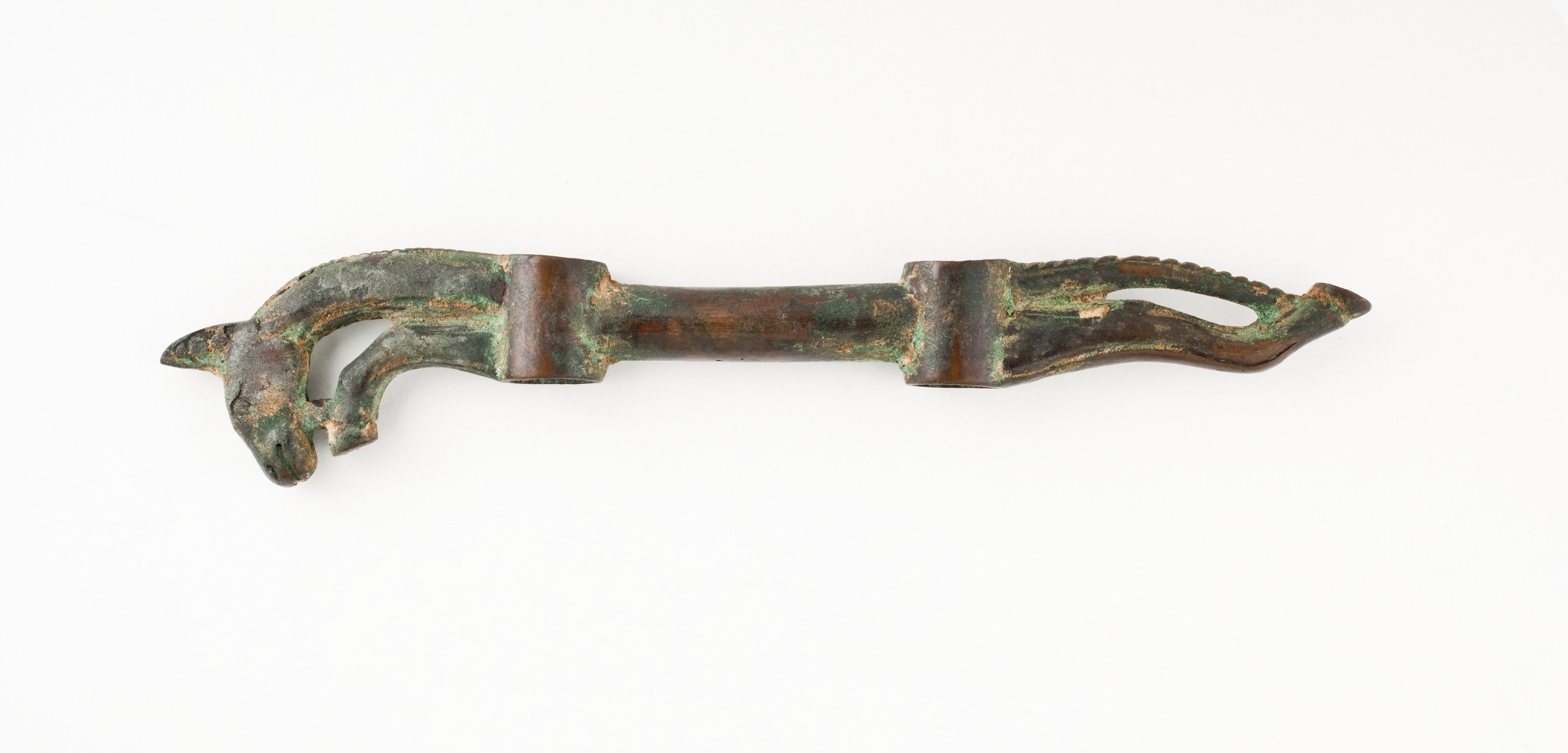
Тамга, тагарської культури, VI-V сторіччя до Р. Х.

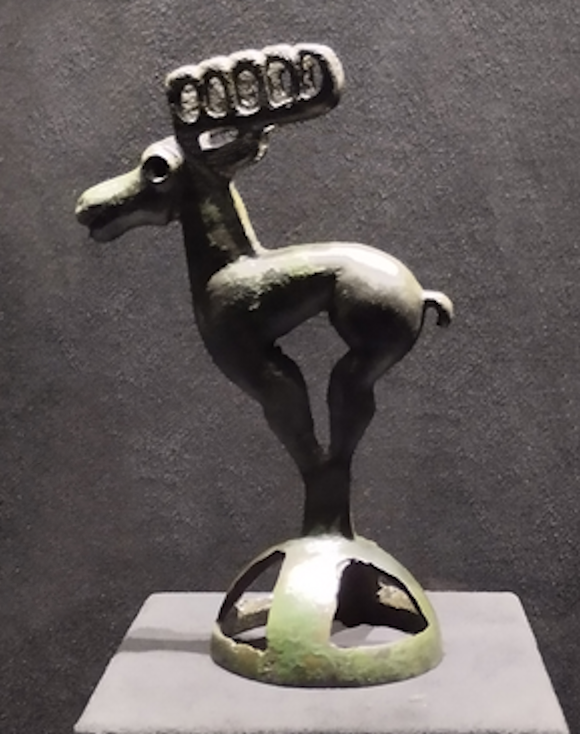
Стоячий олень, VII-V століття до Р. Х., Тагарська культура

Мінусинська улоговина була вперше розкопана Даніелем Готлібом Мессершмідтом в 1722 році. Мессершмідт і Філіп Йоган фон Страленберг були першими, хто вказав на схожість між тагарською та скіфською культурами далі на захід.
Перші археологічні описи Тагара були зроблені Сергієм Теплоуховим. 
Його періодизація лягла в основу пізніших досліджень. 

## Характеристика
Тагарці жили в дерев'яних житлах, що опалювалися глиняними печами та великими вогнищами. 
Деякі поселення були оточені укріпленнями. 
Займались розведенням великої рогатої худоби та коней, кіз і овець. 
Збирали врожай бронзовими серпами та жнивними ножами. 
Є докази іригаційного землеробства.

Тагарці мали тваринне мистецтво (скіфське мистецтво), дуже подібне до скіфів південної частини європейської Росії. 

Мабуть, найяскравішою особливістю культури є величезні царські кургани, огороджені кам'яними плитами, з чотирма вертикальними кам'яними бабами, що позначають кути. Поховання ранньотагарського періоду характеризуються як одиничні поховання. 
У пізній тагарський період колективні поховання стають поширенішими. 
Це було витлумачено як ознака соціальної еволюції тагарського суспільства. 

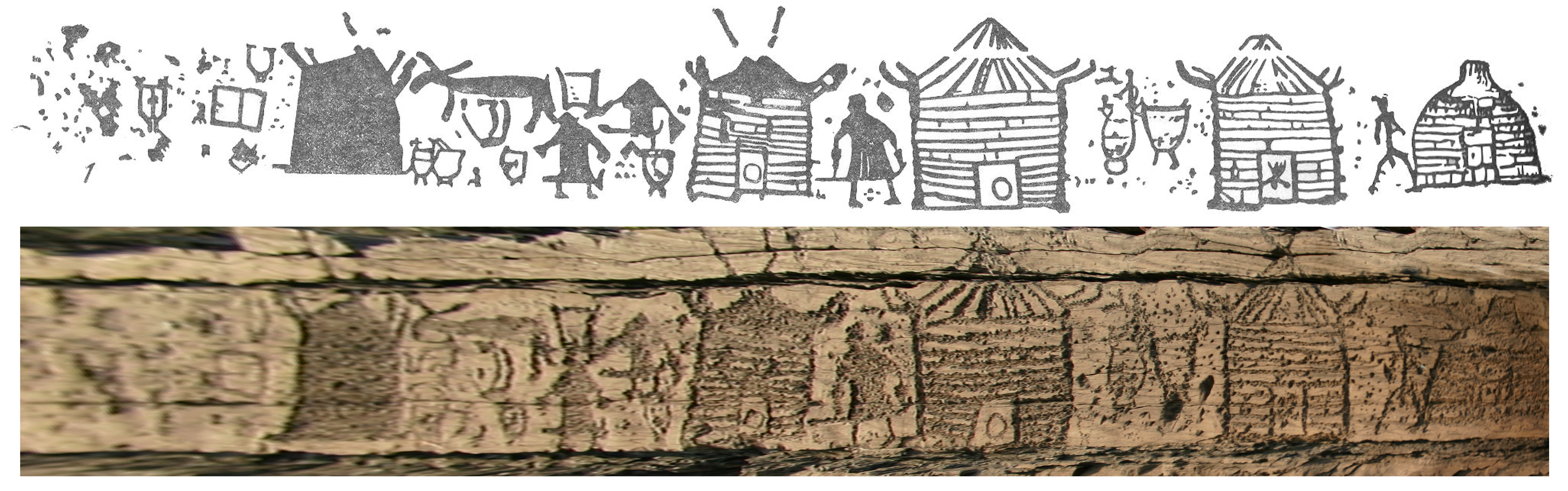
Петрогліфи Тагарської культури.

## Антропологія
Переважним у тагарців був європеоїдний тип, за деякими оцінками, висхідний до носіїв андроновської культури
 
проте черепи з монголоїдними ознаками виявляються в курганах, датованих початком тагарської культури, і кількість таких черепів поступово зростає на момент приходу хуннів. 
Академік В. П. Алексєєв зазначав, що це населення зближується за своїми фізичними характеристиками з носіями таштицької культури 
.

## Генетика
У 2009 році в Human Genetics було опубліковано генетичне дослідження стародавніх сибірських культур: андроновської, карасуцької, тагарської та таштицької культури. 
 
Було досліджено дванадцять зразків представників тагарської культури з 800 року до Р. Х. до 100 року по Р. Х. 

Було визначено мтДНК із десяти осіб представляють три зразки гаплогрупи T3, один зразок I4 , один зразок G2a, один зразок C, один зразок F1b і три зразки F1b (включаючи один зразок H5).
 
Було визначено, що всі виділення Y-ДНК із шести осіб належать до гаплогрупи R1a1 Y-хромосоми, яка, як вважають, відзначає міграцію на схід ранніх індоєвропейців. 
На основі аналізу 10 SNP більшість тагарців було класифіковано як особин переважно європейського походження, за винятком однієї особи змішаного походження. 
Із зразків, у яких виявлено фенотип пігментації, трохи більш ніж половина (5) мали блакитний колір очей, тоді як 4, можливо, мали блакитні або карі очі. 
Більшість мала світлий або русявий колір волосся. 

У 2018 році дослідження мтДНК із залишків тагарської культури було опубліковано в PLOS One. 
Було виявлено, що залишки ранніх років тагарської культури тісно пов'язані з рештками сучасних скіфів у понтійському степу. 
Автори дослідження припустили, що джерелом цієї генетичної подібності була міграція західноєвразійців на схід у бронзову добу, яка, ймовірно, зіграла певну роль у формуванні тагарської культури. 

Генетичне дослідження, опубліковане в журналі Nature у травні 2018 року, вивчило останки восьми осіб, які належать до тагарської культури. 
Усі зібрані три зразки Y-ДНК належали до гаплогрупи R1. 
Зібрані зразки мтДНК були гаплогрупи N1a1a1a1, N9a9, H5a1, W1c, U2e2, A8a1 , U2e1h і F1b1b . 
Тагарці мали більшу кількість предків східноєвропейських мисливців-збирачів, ніж усі інші народи скіфської культури. 
Було визначено, що вони мають приблизно 83,5% походження від пастухів Західного Степу, 9% давнє північноєвразійське походження та 7,5% походження сибірських мисливців-збирачів. 
.
Подальше генетичне дослідження в 2020 році змоделювало зразки тагарців як такі, що походять приблизно на 70% від Синташтинської культури, 5% від Бактрійсько-Маргіанського археологічного комплексу та 25% від мисливців-збирачів Північно-Східної Азії Байкалу.

## Тваринництво
Тваринництво було найважливішою формою діяльності на лівому березі Єнісею. 
Основу стада (80%) становили дві рівні половини з великої (корови) і дрібної (вівці, кози) рогатої худоби, що вказує на пастушу форму скотарства. 
Не виключено, що племінна знать вела кочовий спосіб життя. 
Співіснування двох типів побуту відбито на писаницях хребта Бояри (Боярська писаниця). 
Селище, зображене на скелі, складалося зі зроблених з колод рубаних будинків, поряд з якими стояла юрта — житло кочівника. 
На цій же писаниці, на похоронних кам'яних стелах зображені скуйовджені і осідлані коні та запряжені кіньми кибитки.
На третьому місці були коні (20%). 
Такі пропорції було визначено природно-кліматичними умовами. 
Стародавні люди майже не заготовляли на зиму сіно, тварини цілий рік перебували на підніжному кормі. 
Тому коні були потрібні при тобіньовці — видобутку корму в осінньо-зимовий період з-під снігу глибиною до 40 см. 
Першими йшли коні, у яких цей інстинкт добре розвинений, а потім корови та вівці.
Якщо в сучасному селі корм доставляється до місця утримання худоби, то тоді худобу треба було перегнати до місця розташування кормів. 
У разі Південного Сибіру кобилі з лоша потрібно пастися протягом року на 20—40 гектарів пасовищ. 
Для сім'ї з 5 осіб необхідно понад 800 гектарів, тому доводилося уважно стежити за збереженням зимових пасовищ. 
Їх вибирали місця, де взимку було мало снігу, не утворювався наст тощо. 
Там, зазвичай, будували зимове поселення.

## Землеробство
Землеробство було другим за важливістю напрямом діяльності. 
Воно ґрунтувалося на використанні дрібних іригаційних споруд (каналів і гребель) або природному зволоженні ґрунту. 
Таких умов було більше на правому березі Єнісею.
Землю обробляли бронзовими мотиками-кельтами чи дерев'яними мотиками з бронзовими оковками, урожай зжинали бронзовими серпами, зерна розтирали кам'яними зернотерками і ручними млинами, що дійшли хакаської етнографії (тербен). 
В основному вирощували просо та ячмінь. Під поля оброблялися частіше м'які та вологі землі річкових долин, а в посушливих місцях споруджувалися іригаційні системи. 
Зрошувальні канали досягали 15-20 км завдовжки.

## Промисли
Полювання проводилося як поодинці та артіль, так і великими колективами. 
В останньому випадку влаштовувалися облавні та загонні полювання.
Кераміка виготовлялася без використання гончарного круга. 
Судини найрізноманітніших форм використовувалися для зберігання та приготування молочної та м'ясної їжі.
Деревообробка тагарців була на дуже високому рівні. 
Дерев'яні конструкції похоронних камер у вигляді зрубів з колод вказують на майстерність в теслярській справі. 
З дерева виготовляли величезний асортимент деталей зброї та побутових предметів — дерев'яних чаш, тарілок, ложок. Робилися берестяні короби та чаші.
Ткацтво, виготовлення вовняних виробів, вироблення шкіри та хутра в тагарську епоху дозволяли отримувати зручний та міцний одяг та галантерею.
Племена тагарської культури досягли високого розвитку у виробництві металу та металообробці. 
Гірнича справа та металургія розквітають у середині тагарської епохи. 
Умілі майстри за допомогою молотів, кайл, кирок та лопат розробляли мідні копальні. 
Руду переплавляли в мідеплавильнях, що влаштовуються неподалік місць виробітку. 
Вони були постійними, використовувалися тривалий час. 
Там були поселення древніх металургів. 
Наприкінці I тис. до Р. Х. мідна та бронзова металургія поступово змінюється залізною.
Більшість древніх мідних копалень Південного Сибіру належала тагарцям. 
Вони значно покращили склад різних бронзових сплавів. 
Знаменита тагарська золотиста бронза у вигляді злитків, а частіше виробів служила предметом експорту до інших районів, особливо у тайгу та лісостепу Західного та Середнього Сибіру.

## Житло
Житла у тагарців були 4 основні типи. 
На тимчасових поселеннях встановлювалися юрти та конічні курені. 
Стаціонарні будівлі були чотирикутними житлами з дерева та каменю. 
Дерев'яні хати рубали у «лапу». 
Поруч обладнали загони для худоби, так як дрібна рогата худоба потребує укриття на період холодів. 
Крім вогнища в будинку, на вулиці встановлювався котел, який служив символом сім'ї.